# The Sontaran Stratagem
"The Sontaran Stratagem" (손타란의 계략)은 영국 BBC의 SF 드라마 닥터 후 뉴 시즌 4의 네번째 에피소드이다. 2008년 4월 26일 BBC One에서 첫방송되었다. 시즌 3의 2부작 에피소드 "Daleks in Manhattan"과 "Evolution of the Daleks"를 집필한 헬렌 레이너가 각본을 맡았으며, 다음 에피소드인 "The Poison Sky"로 이어진다.
"The Sontaran Stratagem"은 1985년 올드 시즌의 <The Two Doctors> 이후 손타란 종족이 오랜만에 다시 등장하며, 시즌 3 "Last of the Time Lords"에서 마지막으로 등장한 닥터의 옛 동행자 마사 존스 (프리마 아저먼)도 다시 한번 주인공으로 모습을 비춘다. 에피소드의 무대는 오늘날의 지구로, UNIT에 들어간 마사는 전 세계 4억 대의 자동차에 설치된 혁신적인 환경기술업체 '아트모스' (ATMOS)에 조사를 벌이고 있었고, 보다 자세한 정보를 위해 닥터 (데이비드 테넌트)를 소환한다. 아트모스는 이후 지구의 대기중에 독성 물질을 살포하려는 손타란의 계략이었음이 드러난다는 줄거리이다.
제작 당시, 프로듀서 러셀 T 데이비스가 뉴 시즌에서 손타란을 다시 한번 등장시키는 것을 고려하는 와중에, 마사가 닥터 곁을 떠난 뒤의 성격 변화도 묘사하고 싶었던 마음에서 이 에피소드의 기획이 이뤄지게 되었다. 첫 방영 당시 영국에서 706만 명이 시청했고, 시청지수는 87점을 기록했다. 평론가들은 대체로 긍정적인 평가를 내렸으며, 손타란의 귀환, 배우 크리스토퍼 라이언의 '스탈 장군' 연기, 레이너의 각본을 호평 요소로 꼽았다. 일부 평론가는 헬렌 레이너가 이전에 맡았던 에피소드에서 더 개선되었다고 높이 평가하기도 했다.

## 줄거리
10대 닥터의 옛 동행자였던 마사 존스는 UNIT 차원의 조사 과정에서 닥터를 호출하여 도움을 요청하는 것으로 에피소드가 시작된다. 타디스가 오늘날 지구의 영국에 착륙한 지 머지않아 마사는 아트모스 (ATMOS)라는 기업 소속 공장의 수색을 승인한다. 닥터는 동행자 도나 노블을 마사와 UNIT에게 소개한다. 도나는 곧바로 마사와 친한 사이가 되지만, UNIT의 직업윤리에 대해서는 걱정하는 반응을 보인다.
아트모스 사는 천재 소년 '루크 라티건' (Luke Rattigan)이 개발한 네비게이션 시스템을 판매하고 있었다. 이 시스템은 동시에 이산화탄소 배출량을 0으로 줄여 호평받고 있었다. UNIT는 아트모스 사의 기술이 오늘날의 것이라기엔 너무 앞서나갔고, 외계인의 기술일 가능성을 고려하여 닥터에게 도움을 요청했던 것이다. 이와 함께 UNIT는 며칠 전 아트모스가 장착된 차량에 타고 있던 52명이 동시에 사망한 사건에 대해서도 의심하고 있었다. 닥터와 마사, UNIT 대원들이 공장에서 아트모스 사의 기술을 분석하는 동안, 도나는 인사과를 살펴보고 공장 내 결근 기록이 전혀 없다는 점, 심지어 병결 기록마저 없다는 점을 발견하고 수상히 여긴다.
닥터는 아트모스사의 네비게이션 시스템을 조사하기 위해 라티건이 다니는 사립학교를 방문하고, 그곳에서 최근에 벌어진 사건이 손타란이라는 외계 전사 종족이 꾸민 계략임을 알아낸다. 손타란 중에서도 전승무패를 자처하는 '스탈 장군' (Staal)의 군단이 계획한 것으로, 루크는 스탈 장군의 소유이자 하수인이었으며, 노골적인 침략을 벌이는 대신 인간 클론, 정신세뇌, 아트모스 설립으로 지구를 통제하고 있었다. 이 사실이 드러난 지 머지않아 마사는 손타란에게 세뇌된 두 남성 직원에게 붙잡혀 클론으로 복제된다. 클론은 마사 행세를 하며 UNIT 내에 잠입한다.
한편 도나는 가족들에게 연락해보라는 마사의 조언을 따르기로 하고, 집으로 돌아와 어머니 실비아와 할아버지 윌프레드 모트를 만난다. 하지만 사실대로 밝히면 무슨 일이 일어날지 모르기에, 실비아에게는 닥터와 함께 여행 중이라는 것을 숨기고, 윌프레드와의 비밀로 남긴다. 도나를 다시 만난 닥터는 도나의 차에 부착된 아트모스 장치를 조사하고, 그 장치에 유독 가스를 방출할 수 있는 숨겨진 기능을 발견한다. 똑같이 자기 차에 아트모스 장치를 부착하고 있던 윌프레드는 도로에 차를 세우고 내리려 하지만, 스탈 장군이 전 세계 자동차에 설치된 4억 대의 아트모스 장치를 모두 활성화하면서 꼼짝없이 갇히게 된다.

### 다른 에피소드와의 연관성
닥터 후의 스핀오프 드라마 사라 제인 어드벤처의 "The Last Sontaran"에서 관련 이야기가 소개된다. 이 에피소드에서 벌어진 사건으로 스탈 장군의 손타란 군단 가운데 유일한 생존자가 된 카 사령관 (Kaagh the Slayer)이 닥터와 지구에 복수하기로 마음먹고, 지구의 위성을 핵무기 저장고에 충돌시켜,  대격변의 핵폭발이 연쇄 반응을 일으키면서 전 세계 인구를 죽이는 계획을 세운다.
시즌 4가 에피소드 순대로 제작되지 않았던 관계로 아트모스사의 관련 설정이 이전 에피소드 "Partners in Crime"에서 먼저 등장한다. 메두사 폭포 (Medusa Cascade)의 "열다섯번째 부서진 달" (fifteenth broken moon)이 언급되는데, 메두사 폭포는 이전에 "Last of the Time Lords", "Partners in Crime", "The Fires of Pompeii"에서 언급된 바 있다.
닥터가 UNIT에서 활동한 시기가 1970년대인지, 1980년대인지 알 수 없는 것에서 불거진 UNIT 활동 시간대 논란이 언급된다.

## 생산

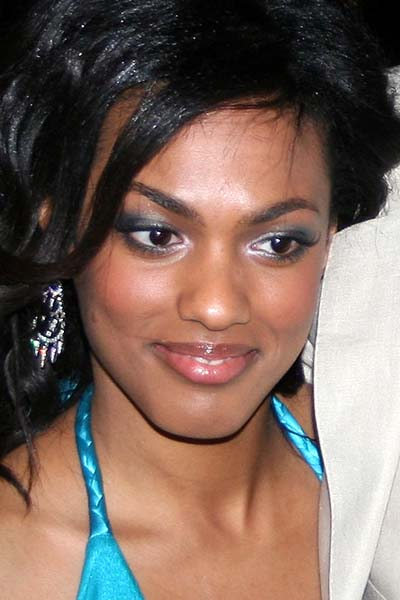
프리마 아저먼이 마사 존스 역으로 다시 출연하였다.

### 기획
손타란 종족의 귀환을 다룬 에피소드로, 손타란은 1985년 올드 시즌의 <The Two Doctors>에서 마지막으로 등장하여, 뉴 시즌에서는 처음 모습을 비추게 되었다. UNIT도 작중 핵심 세력으로 등장하며, 무엇보다 시즌 3 "Last of the Time Lords"을 끝으로 하차해 스핀오프 드라마 토치우드에서 특별 게스트로 잠시 출연한 마사 존스도 오랜만에 다시 복귀하는 에피소드다. 총괄 프로듀서 러셀 T 데이비스가 에피소드 각본을 맡은 헬렌 레이너에게 준 기획안에는 "손타란 (Sontarans)", "군사 (military)", "마사의 귀환 (Martha's back)"이란 단어로 소개되었다고 한다.
손타란의 귀환 때문에 올드 시즌의 외계 종족이 뉴 시즌으로 돌아오는 패턴을 이어가는 에피소드이기도 하다. 러셀 T. 데이비스는 뉴 시즌에서 부활시킬 악당의 목록에 손타란의 이름을 항상 올려두고 있었다고 언급했다. 한편으로 올드 시즌에서 손타란이 등장했던 에피소드는
"The Invasion of Time" (1978년)을 제외하면 전부 현대의 지구를 배경으로 했기 때문에 에피소드의 시간대와 무대도 이에 따랐다.

### 글쓰기
시즌 3에서 닥터의 동행자였던 마사가 닥터 곁을 떠나면서, 러셀 T 데이비스는 마사의 성격에도 변화를 주게 되었다. 닥터를 짝사랑했던 시즌 3에서의 모습과는 달리 닥터를 더 성숙하게 대하며 동등하게 보는 성격이 되었다. 러셀 뿐만 아니라 시즌 4의 작가들도 마사의 성격, 특히 현 동행자인 도나 노블에 대한 반응은 어떠한 측면으로 나아가게 될까 토론했다. 헬렌 레이너는 마사의 군복무 경력보다는 의사로서의 경력을 드러내기로 결정하고, 동행자끼리의 신경전은 시즌 2 "School Reunion"에서 로즈 타일러 (빌리 파이퍼)가 닥터의 옛 동료 사라 제인 스미스 (엘리자베스 슬레이든)를 만났을 때의 반응으로 이미 한차례 묘사가 이뤄졌기 때문에, 이걸 반복하는 것은 곤란하므로 피하자는 결론이 내려졌다.
마사 뿐만 아니라 UNIT이 뉴 시즌 이래 처음으로 주인공이 된 에피소드이기도 하다. 올드 시즌 시절에는 UNIT의 공식 명칭이 UN Intelligence Taskforce였으나, 정치적 묘사와 '조직명 혼동' 가능성을 우려한 실제 유엔의 요청에 따라 Unified Intelligence Taskforce로 변경되었다. 이 같은 이름 변경은 대본 작가들 사이에서 몇 차례 회의를 거친 후, 러셀 T 데이비스의 결정에 따른 것이다. UNIT 소속의 그레이와 윌슨 이은 각본 단계에서 "외계인의 먹잇감" (alien fodder)으로 이름붙여졌다.
각본을 맡은 레이너는 처음에는 유독가스가 공장에서 방출되는 이야기를 구상하였으나, 몇 가지 이유에 따라 이후 수정안에서는 자동차에서 배출되는 것으로 변경했다. 러셀 T 데이비스는 자동차에서 배출된다는 설정이 "정말 닥터후스럽다"고 생각했다고 밝혔다.  에피소드 막바지에서 UNIT 소속 지프차에 설치된 아트모스 시스템이 끝내 폭발하는 장면이 있다. 원래 레이너는 대규모 폭발이 벌어지는 것을 원했지만, 제작비 절감과 액션 영화의 클리셰 풍자를 위해 커다란 폭발에서 몇 번의 불꽃이 튀기는 것으로 바꿨다.
동행자의 가족이 자세히 소개되는 에피소드이기도 하며, 이는 시즌 2 "Aliens of London"의 로즈네 가족, 시즌 3 "The Lazarus Experiemnt"의 마사네 가족에 이어 세번째다. 단 로즈 타일러나 마사 존스의 가족과는 달리, 도나 노블의 어머니 실비아 노블과 할아버지 윌프레드 모트는 이전에도 각각 "The Runaway Bride", "Voyage of the Damned"에서 닥터를 만난 적이 있었다. 이러한 설정은 레이너에게 세부적인 이야기를 추가로 제공하는 계기가 되었다. 나아가 "The Runaway Bride"에서 윌프레드 모트가 나타나지 않았던 것은 스페인 독감에 걸렸다는 설명으로 대체된다. 실비아는 닥터에 대해서 데이비드 테넌트의 말을 빌리면 "닥터를 제대로 이해하지 못하는 그간의 어머니 행렬"에 합류한 듯한 반응이지만, 윌프레드는 닥터에 대해서 좋게 바라본다는 정반대의 설정이다. 이는 뉴 시즌 부활 이후 닥터를 신뢰하는 가족도 등장시키려는 러셀 T 데이비스의 생각이 실현된 것이다.

### 촬영
아트모스 사를 취재하던 기자 나카시마 조의 차량이 운하에 빠지는 오프닝 씬은 카디프의 부두에서 촬영됐다. 이 장면은 2005년 시즌 1 촬영 이후 처음으로 카캐넌 (액션 씬 촬영에서 자동차를 발사하는 특수 장치)이 사용된 장면으로 한 번에 촬영을 완료해야 했다. 물속에 빠진 차량은 해운에 방해가 되지 않도록 즉시 수거되었다. 라티건의 학교는 2007년 10월 23일부터 26일까지 포트탤벗의 마검 카운티 파크 (Margam County Park)에서 촬영되었다. 런던 시내의 스카이라인과 독가스 살포 씬은 포스트프로덕션 단계에서 더 밀이 CG로 제작하여 삽입하였다.
도나 노블 역의 캐서린 테이트는 <조너선 로스의 프라이데이 나이트>에 출연하여 당시 일화를 밝혔는데, 2주간의 촬영기간 동안 손타란을 연기하는 배우가 10명이 있었는데, 손타란이 헬멧을 뒤집어쓴 상태여서 실제 사람이 연기하는 것인 줄 모르고 '전기로 작동한다' (ran on electricity)고 생각했다고 한다. 배우가 헬멧을 벗고 진짜 얼굴을 드러내고 나서야 자신이 착각했다는 것을 깨달았다며, 너무 놀라서 죽을 뻔했다는 소감을 남겼다.
손타란이 클론을 만들고 부린다는 설정 자체는 올드 시즌에서도 소개되었지만, 그 복제 과정이 처음으로 묘사된 것은 이번 에피소드가 처음이었다. 원래는 공장 노동자들이 모두 클론이 될 예정이었지만, 레이너는 2부와의 연관성 문제를 고려해 마사가 당하는 것으로만 한정했다. 맨 처음에 복제되기 전의 클론은 전문 배우인 루어리 미어스 (Ruari Mears)가 연기하였으며, 특수분장 처리된 마스크를 착용하였는데 이전에 연기했던 배역의 특수분장보다 착용이 더 오래 걸렸다고 한다. 복제 탱크가 등장하는 씬은 웨일스의 샴푸 공장에서 촬영되었으며, 클론이 들어 있는 탱크 자체는 "The Fires of Pompeii"의 소품을 재활용한 것이다. 프로듀서 러셀 T 데이비스와 마사 역의 아저먼은 복제실 장면 촬영이 특히 마음에 들었다고 한다. 1인 2역을 맡게 된 아저먼은 '사악한 동행자'를 연기하게 된 것이 좋았다면서, 진짜 마사를 좀 더 따듯한 인물로 바라보게 만든다는 점을 그 이유로 설명하자 데이비스도 공감했다. 또 데이비스는 UNIT 대원 그레이와 해리스가 어두운 방에서 탱크를 발견한다는 설정이 '고전적인 닥터후' 아니냐는 생각이 들었다고 밝혔다.

## 방송과 평가

### 시청률
"The Sontaran Strategem"은 첫방송 당시 706만 명이 시청해, 동시간대 가장 많이 본 프로그램으로 등극했다. 방영일의 시청률로만 따지면 브리튼스 갓 탤런트에 이어 2위를 기록하였으며, 방영 주로 넓히면 17위를 기록했다. 시청지수는 87점 ('우수' 등급)으로 방송 당시 최고치를 기록했다.

### 평가
새로운 닥터 후가 그랬듯이 "The Sontaran Stratagem"은 맛깔난 옛것에 관한 이야기다. 내 맘 속 소년 팬의 감성을 쿡쿡 건드리고, 바보처럼 웃게 만든다. 닥터는 훌륭한 동행자 두 명과 함께, UNIT과 다시 힘을 합쳐, 올드 시즌의 모습을 충실히 재현한 외계 종족과 싸운다.

더 스테이지의 마크 라이트 (Mark Wright)는 전반적으로 이번 에피소드가 "새로운 닥터후가 그랬듯, 맛깔난 옛것에 관한 이야기"라면서 각본 자체는 "왜 우리 스스로 고민하지 않았는지 궁금해하게 만드는 교묘하면서도 깔끔한 전제"라고 평했다. 캐서린 테이트의 연기에 대해서는 "The Runaway Bride" 편에서의 캐리커처에서 멀어졌다고 보고, 마사와 복제 클론의 1인 2역을 별수롭지 않게 연기한 아저먼도 높이 평가했다. 손타란 종족의 팬이기도 한 라이트는 손타란의 귀환과 재구성에 대해서도 긍정적인 반응을 보였다. 디지털 스파이의 벤 로슨존슨 (Ben Rawson-Jones)는 이번 에피소드의 별점을 5개 중 4개로 평가했다. 로슨존슨은 내러티브가 잘 구성되고 전개도 빠르다고 느꼈으며, 헬렌 레이너의 각본도 전작 "Daleks in Manhattan"에서 개선되었다고 봤다. 또한 로슨존슨은 UNIT과 마사, 도나네 가족과 손타란 종족의 귀환, 도나와 마사 간의 소통, 크리스토퍼 라이언의 스탈 장군 연기도 호평 요소로 꼽았으나, 스콜 장군의 목소리는 "확실히 부족하다"고 짚었다. 감독 더글라스 매키넌의 연출, 특히 클론 복제실 씬도 비판했다. 결국 로슨존슨은 이 에피소드가 지닌 효력은 시청자가 그 다음편인 "The Poison Sky"를 보기 위해 얼마나 시청하고 싶어하는지에 따라 달렸다고 평했다.
IGN의 맷 웨일스 (Matt Wales)는 10점 만점에 7.9점으로 "좋음" (Good)으로 평가, 에피소드의 전제에도 불구하고 "위험할 정도로 위대함에 가까웠다"고 평했다. 그는 특히 철저한 익살극과 애정어린 SF물의 모방 사이에서 우아하게 줄타기를 했다며 헬렌 레이너의 각본을 높이 평가했다. 테넌트와 테이트의 연기에 대해서는 시청자의 기대를 어지럽히기 위해 "진지한 사각턱"에서 "다소 가학적인 전복"으로의 끊임없는 변화를 즐겼다고 표현했다. 스탈 장군 역의 라이언이 펼친 연기도 호평하였으나, 아저먼의 연기에 대해서는 "마사가 사랑에 빠진 바보에서 든든한 참군인으로 변신했지만, 연기의 폭과 카리스마는 여전히 죽은 생선급에서 벗어나지 못했다"며 혹평했다. 결론적으로 이번 에피소드는 "2부작 중에서 도입부가 해야 할 거의 모든 역할을 해냈다. 다음 주에 펼쳐질 피할 수 없는 거센 대결을 위해, 흩어진 조각을 제자리로 빠르게 맞췄다"고 평했다. 에어록 알파의 앨런 스탠리 베어 (Alan Stanley Bear)는 "The Sontaran Strategem"을 "흥미롭고 향수를 불러일으키는 모험"이라 평하면서, 일상의 물건을 "전지구적 암살자"로 바꿔버리는 것이 본 드라마의 명성인데, 이 에피소드의 경우에는 그 대상이 자동차가 되었다면서 명성에 부응한다고 말했다. 도나와 마사가 만난 장면이 "School Reunion"에서 로즈 타일러와 사라 제인 스미스가 만나면서 보여줬던 것과는 정반대로 연출된 점, 도나가 할아버지를 방문하는 서브 플롯에서 인간적인 소재를 부여한 점, 그리고 마지막의 클리프행어에 대해서도 호평했다. 그러나 "요점에 도달"하는 데에는 너무 오래 걸렸고, "손타란의 대화과 단조롭고, 정신세뇌라는 것도 진부할 정도로 단순하다"면서, "놀랄 정도로 복잡한 이야기 소잿거리가 될 수 있었던 것을 토요일 아침만화 소재로 줄여 버렸다"는 평을 남겼다.